# 柳町 (福島市)
柳町（やなぎまち）は、福島県福島市の町名。丁番を持たない単独町名である。郵便番号は960-8063。

## 地理
市の本庁所管にあたる中央東地域に属する。福島駅東口の駅前繁華街から南東に位置する。東西は福島市道早稲町清明町4号線（西裡通り）から福島市道中町柳町線（東裡通り）にかけて、旧奥州街道（福島県道148号水原福島線）の東西両側それぞれ1区画分の約150m、南北は荒川から福島市道荒町3号線、柳町1号線にかけての約400mの範囲を町域とする。北で荒町、東で御倉町、荒川を挟み南で南町、西で清明町と隣接する。町域は奥州街道に沿い店舗、住宅が立ち並ぶ。裏手に当たる西端の西裡通り沿いに天台宗常徳寺が建ち、沿線他町の寺院を含め寺町の面影を残している一角である。上町に所在する 福島警察署及び天神町に所在する福島消防署のそれぞれ管轄にあたる。

## 歴史
江戸時代以前の福島城下町の江戸口（南側入口）であり、枡形番所が設置されていた。明治期になっても江戸期の区割りのまま存続し現在に至る。1881年4月25日に町内の銭湯より出火し風にあおられ被害が拡大、福島大火（甚兵衛火事）となった。

## 世帯数と人口
2020年（令和2年）9月30日現在の世帯数と人口は以下の通りである。
| 町丁 | 世帯数 | 人口  |
| ---- | ------ | ----- |
| 柳町 | 59世帯 | 120人 |

## 交通

### 鉄道
- 町域内に鉄道施設はない。最寄り駅はJR東北本線福島駅。

### 道路
- 福島県道148号水原福島線（旧奥州街道・旧国道4号）
  - 信夫橋
- 福島市道早稲町清明町4号線（西裡通り）
- 福島市道中町柳町線（東裡通り）

## 施設
- 常徳寺
- 柳稲荷神社
- 荒川運動公園
- 福島民友新聞社本社
- 日産プリンス福島販売本社（駐車場のみ。社屋部分は北隣の荒町に位置する）